# Pyrénées-Orientales
Pyrénées-Orientales (katalánsky Pireneus Orientals, okcitánsky Pirenèus Orientals, česky Východní Pyreneje) je francouzský departement ležící v regionu Okcitánie. Hlavní město je Perpignan.
Departement obklopuje exklávu Llívia.

## Historie
Pyrénées-Orientales je jedním z 83 departementů vytvořených během Francouzské revoluce 4. března 1790 aplikací zákona z 22. prosince 1789.